# Fletcherea humberti
Fletcherea humberti là một loài bướm đêm trong họ Noctuidae.